# Contergan-Skandal

Historische Contergan-forte-Verpackung

Der Contergan-Skandal, auch als Contergan-Katastrophe oder Contergan-Tragödie bezeichnet, war einer der aufsehenerregendsten Arzneimittelskandale in der Bundesrepublik Deutschland. Er wurde in den Jahren 1961 und 1962 aufgedeckt.
Das millionenfach verkaufte Beruhigungsmedikament Contergan, das den Wirkstoff Thalidomid enthielt, konnte bei der Einnahme in der frühen Schwangerschaft Schädigungen in der Wachstumsentwicklung der Föten hervorrufen. Contergan half unter anderem auch gegen die typische morgendliche Schwangerschaftsübelkeit in der frühen Schwangerschaftsphase und galt im Hinblick auf Nebenwirkungen als besonders sicher. Es wurde vom 1. Oktober 1957 bis zum 27. November 1961 vertrieben und zunächst gezielt als rezeptfreies Beruhigungs- und Schlafmittel für Schwangere empfohlen. Mit Inkrafttreten des Arzneimittelgesetzes am 1. August 1961 wurde es aufgrund von möglichen Nebenwirkungen auf das Nervensystem verschreibungspflichtig. Durch die Einnahme von Contergan kam es zu einer Häufung von schweren Fehlbildungen (Dysmelien) oder gar dem Fehlen (Amelie) von Gliedmaßen und Organen bei Neugeborenen. Dabei kamen weltweit etwa 5000 bis 10000 geschädigte Kinder auf die Welt. Zudem kam es zu einer unbekannten Zahl von Totgeburten. Anfang 2016 gab der Bundesverband Contergangeschädigter auf seiner Internetseite an, dass in Deutschland noch etwa 2400 Contergan-Geschädigte leben.
1958 wurden Fehlbildungen bei Neugeborenen erstmals im Bundestag diskutiert. Damals wurde ein möglicher Zusammenhang mit Kernwaffentests vermutet. Die Häufung wurde jedoch zunächst aufgrund der in Westdeutschland nach der nationalsozialistischen Vergangenheit gelockerten Meldepflichten, mangelnder Koordination der staatlichen Stellen und der Forschung sowie weiterer Probleme bei der statistischen Erfassung nicht ernst genommen. Erst Ende 1961 wurde der Zusammenhang zwischen Contergan und den Fehlbildungen erkannt und das Medikament vom Hersteller, der Grünenthal GmbH in Stolberg, vom Markt genommen. Westdeutschland richtete 1961 das Bundesministerium für Gesundheit auf Bundesebene ein. Der Skandal hatte weltweite Auswirkungen auf den Umgang mit Arzneimittelzulassungen. Er wurde mehrmals verfilmt und zur Grundlage verschiedener Bücher, Romane und Studien.

## Vorgeschichte

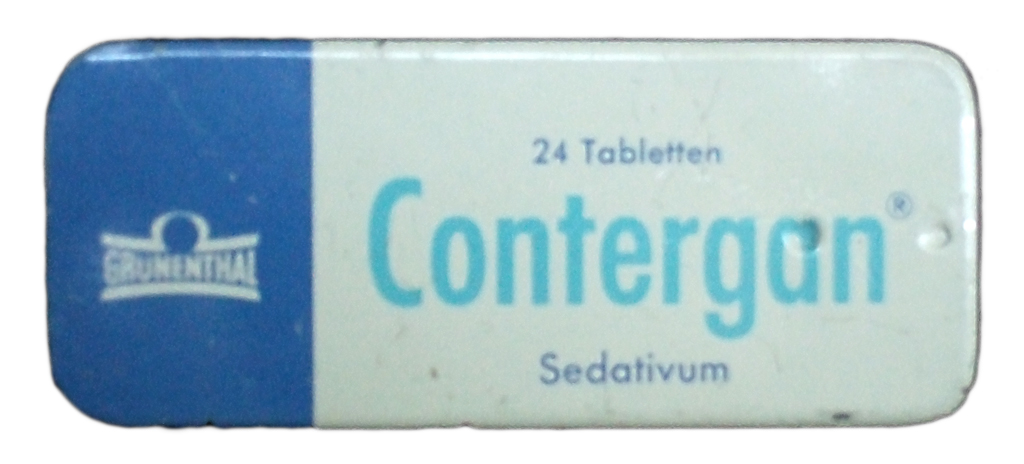
Historische Contergan-Verpackung

Das Medikament wurde 1954 von Wilhelm Kunz, Herbert Keller und Heinrich Mückter als „K17“ in der Forschungsabteilung des Stolberger Unternehmens Chemie Grünenthal entwickelt. Tierversuche zeigten zunächst keine konkrete, positive Medikamentenwirkung oder Nebenwirkungen. Erst die Verabreichung an Menschen, anfangs zur Behandlung der Epilepsie, zeigte das hohe Potential der Substanz als Sedativum und Schlafmittel. Am 11. Juni 1956 wurde beim nordrhein-westfälischen Innenministerium die Genehmigung beantragt. Da bei dem Medikament die Eignung zum Suizid aufgrund seiner sehr geringen Akut-Toxizität niedriger war und die Versuche an Nagetieren keine Nebenwirkungen zum Vorschein brachten, konnte das Medikament in vielen Ländern rezeptfrei vertrieben werden. Unter dem Handelsnamen Contergan (25 mg) und Contergan forte (100 mg) war der Wirkstoff Thalidomid darauf ab 1. Oktober 1957 als Schlaf- und Beruhigungsmittel in den westdeutschen Apotheken frei erhältlich. In anderen Ländern, bspw. in Großbritannien, war es ab 1958 unter Markennamen wie Distaval (Forte), Maval, Tensival, Valgis oder Valgraine auf dem Markt.

### Kernwaffentests als vermutete Ursache
Die Ende der 1950er zunehmenden Kernwaffentests in der Atmosphäre schürten vielerlei Ängste. Am 10. Mai 1958 veröffentlichte der Bayreuther Kinderarzt Karl Beck in der Schwäbischen Landeszeitung einen Artikel, in dem er behauptete, die Zahl der missgebildeten Kinder steige aktuell deutlich an und dies sei auf die Atomtests zurückzuführen. Die Untersuchungen Becks führten zu einer Anfrage Erich Mendes im Bundestag am 14. Mai 1958. Die Bundesregierung, namentlich das Innenministerium, wurde ersucht, festzustellen, ob die „Zahl der Mißgeburten (Lebend- und Totgeburten) seit 1950 zugenommen“ habe und ob ein Zusammenhang mit der Einwirkung radioaktiver Strahlung bestehe. Die Bundesregierung wies in ihrer Antwort die Behauptung einer Zunahme von Fehlbildungen mit Hinweis auf statistische Daten zurück und stritt den Zusammenhang mit Kernwaffen ab. 1959 ergriff der Freiburger Pathologe Franz Büchner erneut die Initiative und kritisierte Einzelheiten des Berichts. Damals waren erst knapp 90 Kinder mit conterganbedingten Schäden auf die Welt gekommen. 1961 wurde aufgrund einer Elterninitiative in Hamburg erneut der Zusammenhang mit den Kernwaffentests angefragt, in diesem Fall an den Bundespräsidenten.

### Erste Entdeckung von Nebenwirkungen

Thalidomid

Am 31. Dezember 1960 machte erstmals der schottische Arzt Leslie Florence aufgrund von Beschwerden seiner Patienten in einem Leserbrief (“Is Thalidomide to blame?” (deutsch: „Ist Thalidomid schuld?“)) an das British Medical Journal auf die nervenschädigende Wirkung von Thalidomid aufmerksam, woraufhin der Direktor der Kölner Universitätsnervenklinik Werner Scheid 1961 die Rezeptpflicht forderte. Zunächst bestritt das Pharmaunternehmen Grünenthal die Zusammenhänge zwischen Contergan und den Erkrankungen, beantragte jedoch am 26. Mai 1961 die Rezeptpflicht, die ab Juli 1961 in den einzelnen Bundesländern schrittweise wirksam wurde (als letztes Bundesland unterstellte Bayern den Contergan-Wirkstoff Thalidomid am 1. Januar 1962 der Rezeptpflicht). Seit Mai 1961 waren eine Reihe von Aufsätzen in Fachzeitschriften veröffentlicht worden. In der Ausgabe vom 16. August 1961 berichtete auch Der Spiegel über Nebenwirkungen des Arzneimittels. In diesem Artikel wurde auf die Entdeckungen von Horst Frenkel, Ferdinand Hoff und Jürg Zutt Bezug genommen.

### Aufdeckung der Missbildungsfälle
Seit Ende des Jahres 1960 wurde in der Bundesrepublik eine rapide Zunahme von Missbildungen bei Neugeborenen beobachtet. In der ersten Fachpublikation berichtete der Arzt Hans-Rudolf Wiedemann im September 1961, dass in der Städtischen Kinderklinik Krefeld in den vorausgegangenen zehn Monaten 13 Fälle von Gliedmaßenfehlbildungen beobachtet worden waren. Da er aber die Ursache nicht ausmachen konnte, nahm er an, dass dies an einem neu eingeführten „toxischen Faktor“ liege, den man noch nicht kenne. Die Öffentlichkeit spekulierte weiter über eine mögliche Schädigung durch Kernwaffentests, was die Aufklärung verzögerte.
1961 überprüften und publizierten schließlich der Hamburger Arzt Widukind Lenz und der australische Gynäkologe William McBride unabhängig voneinander den Zusammenhang zwischen Contergan und den Missbildungen. Die Veröffentlichungen basierten auf beobachteten Korrelationen zwischen Angaben über Conterganeinnahme der Mutter und dem geschädigten geborenen Kind.
Nach einem anonymen Brief veröffentlichte die Welt am Sonntag am 26. November 1961 einen Artikel, woraufhin Grünenthal schließlich am darauffolgenden Tag Contergan aus dem Handel zog. Das Unternehmen war bereits am 15. November telefonisch von Lenz in Kenntnis gesetzt worden, hatte aber noch am 24. November abgelehnt, das Medikament vom Markt zu nehmen und für den Fall eines Verbotes mit Regressansprüchen gedroht.
Am 6. Dezember 1961 wurde im Spiegel ein weiterer, ausführlicherer Artikel veröffentlicht. Über die Entdeckung des Mediziners Lenz und die jüngsten Veröffentlichungen heißt es darin:

„Bis zum Montag vergangener Woche wußten die Bundesbürger nichts von der ‚Mißbildungs-Epidemie‘. An diesem Tage jedoch wurden die westdeutschen Zeitungsleser unter dicken, mit mehr (‚Die Welt‘: ‚Mißbildungen durch Schlaftabletten?‘) oder weniger Takt (‚Bild‘: ‚Mißgeburten durch Schlaftabletten?‘) verfaßten Schlagzeilen zwar nicht über das Ausmaß des Unglücks, wohl aber über seine vermeintliche Ursache aufgeklärt. Der Kinderarzt und Dozent an der Hamburger Universitäts-Kinderklinik Dr. Widukind Lenz habe, so berichteten die Zeitungen, ‚Alarm geschlagen‘ und vor dem meistbenutzten Schlafmittel gewarnt.“

 Eine Darstellung der Folgen liefert auch ein Jahr später ein im Spiegel veröffentlichter Artikel.

### Hintergrund
Im Westdeutschland der Nachkriegszeit hatten sich Öffentlichkeit und Ärzteschaft gegen eine Meldepflicht von Fehlbildungen bei Neugeborenen gewehrt. Man scheute sich, das Meldewesen auf Basis des nationalsozialistischen Gesetzes zur Verhütung erbkranken Nachwuchses weiterzuführen, das eng mit den Verbrechen der Aktion T4 verknüpft war. Damit wurden die zunehmenden Missbildungen von Kindern in der Bundesrepublik Deutschland lange nicht zentral erfasst und nicht in Gänze wahrgenommen. Zusätzlich traten die unterschiedlichen Schädigungen durch Thalidomid nur auf, wenn das Schlafmittel in der so genannten ‚sensiblen Phase‘ der Organentwicklung zwischen dem 27. und 40. Tag nach der Empfängnis bzw. dem 34. und 50. Tag nach Beginn der letzten Menstruation eingenommen wurde.
Anlässlich der Parlamentsanfrage 1958 zu einem möglichen Zusammenhang zwischen Kernwaffentests und Fehlbildungen wurde erst parallel zur Freigabe von Thalidomid wieder begonnen, Schadensmeldungen systematisch auszuwerten. Damit war zunächst keine Steigerung der Fehlbildungen zu finden. Die zudem eingerichtete Kommission und das damit verbundene Forschungsprojekt der Deutschen Forschungsgemeinschaft verzögerten die Aufklärung zunächst mehr als sie zu fördern. Der zuständige Wissenschaftler, der Freiburger Pathologe Franz Büchner, wollte vor allem seine teratologische Theorie beweisen, wonach ungesunde Ernährung und das Verhalten der Mütter zu Missbildungen beitrügen, und nutzte das Projekt, um andersmeinende Fachkollegen zu isolieren. Sein Gegenspieler, der Genetiker Hans Nachtsheim, betonte vor allem Ursachen, die in den Erbanlagen zu finden seien. Die NS-Vergangenheit von Nachtsheim erleichterte das Vorgehen des erklärten Moralisten Büchner, der auch unter dem Spitznamen „Heiliger Franz“ bekannt war.

### Versuche an Säuglingen und Kindern
Erst im August 2020 wurde bekannt, dass das Medikament bis 1960 auch an Hunderten von Säuglingen und kranken Kindern getestet wurde. In einer Lungenheilanstalt der Caritas in Wittlich und durch einen Stuttgarter Kinderarzt wurde Contergan an tuberkulosekranken Kindern sowie an unruhigen, „verhaltensauffälligen“ Säuglingen erprobt. Dabei wurden auch starke Überdosierungen verabreicht. Inwieweit die Kinder dabei geschädigt wurden, ist heute nicht mehr nachvollziehbar. Der Vorsitzende des Caritasverbands für die Diözese Trier e. V., Weihbischof Franz Josef Gebert gab an, von den Versuchen nicht gewusst zu haben. Er entschuldigte sich im Namen der Caritas und wolle nun die Geschehnisse aufklären. Der Hersteller Grünenthal sagte, dass solche Medikamentenstudien an Kindern zur damaligen Zeit nicht unüblich gewesen seien. Aus heutiger Sicht seien sie aber nicht nachzuvollziehen.

## Folgen
Nach Informationen des Bundesverbands Contergangeschädigter kamen insgesamt etwa 5000 contergangeschädigte Kinder zur Welt. Andere Quellen sprechen von 10.000 Fällen weltweit, von denen 4000 auf Deutschland entfielen. Von diesen ist die Hälfte bereits verstorben. Zudem kam es zu einer unbekannten Zahl von Totgeburten.

### DDR
Auch in der DDR interessierte man sich für die Herstellung des Mittels. Doch nach Prüfung durch den Zentralen Gutachterausschuss für den Arzneimittelverkehr, unter Vorsitz des Pharmakologen Friedrich Jung, wurde die Herstellung abgelehnt. Der schwedische Biochemiker Robert Nilsson wurde damals bei einem Besuch in der DDR von einem Mitglied des Arzneimittelausschusses gefragt, ob Contergan als Derivat der Glutaminsäure nicht die normale Entwicklung des Fötus schädigen könne, weil es als Antivitamin wirke. Obwohl das Medikament in der DDR nicht erhältlich war, wurden dort zehn Kinder mit den typischen Missbildungen geboren. Ihre Mütter hatten sich Contergan über die innerdeutsche Grenze mitbringen lassen.

### Österreich und Schweiz
Contergan wurde in Österreich und der Schweiz unter dem Namen Softenon verkauft und fiel unter die Rezeptpflicht. Infolgedessen bewegte sich die Zahl der geschädigten Kinder hier im niedrigen zweistelligen Bereich. In Österreich wurde die Rezeptpflicht von Ingeborg Eichler, einem Mitglied der Arzneimittel-Zulassungskommission, durchgesetzt. Am 20. Mai 2015 wurde in Österreich das Conterganhilfeleistungsgesetz erlassen, mit dem eine Rentenleistung für Contergangeschädigte eingeführt wird.

### Spanien
Nachdem Ende 1961 Contergan in Deutschland vom Markt genommen worden war, hatte Grünenthal die Tabletten für Spanien als „Schüttware“ geliefert. Verpackung und Vertrieb unter dem Namen Softenon übernahmen einheimische Pharmaunternehmen. Das Medikament wurde bis Mai 1962 ausgeliefert. Es gab in Spanien nie eine öffentliche Debatte über die Nebenwirkungen von Thalidomid, so dass auch 2003 noch ein Kind mit veränderten Gliedmaßen geboren wurde, nachdem die Mutter den Wirkstoff eingenommen hatte. In Madrid hat sich ein Verein der Geschädigten gegründet, der vor deutschen und spanischen Gerichten um Entschädigung streitet. Er zählte 2013 rund 200 Mitglieder; die Gesamtzahl der Geschädigten für Spanien wird auf rund 3000 geschätzt, von denen viele indes im Kindesalter bereits gestorben sind.

### USA

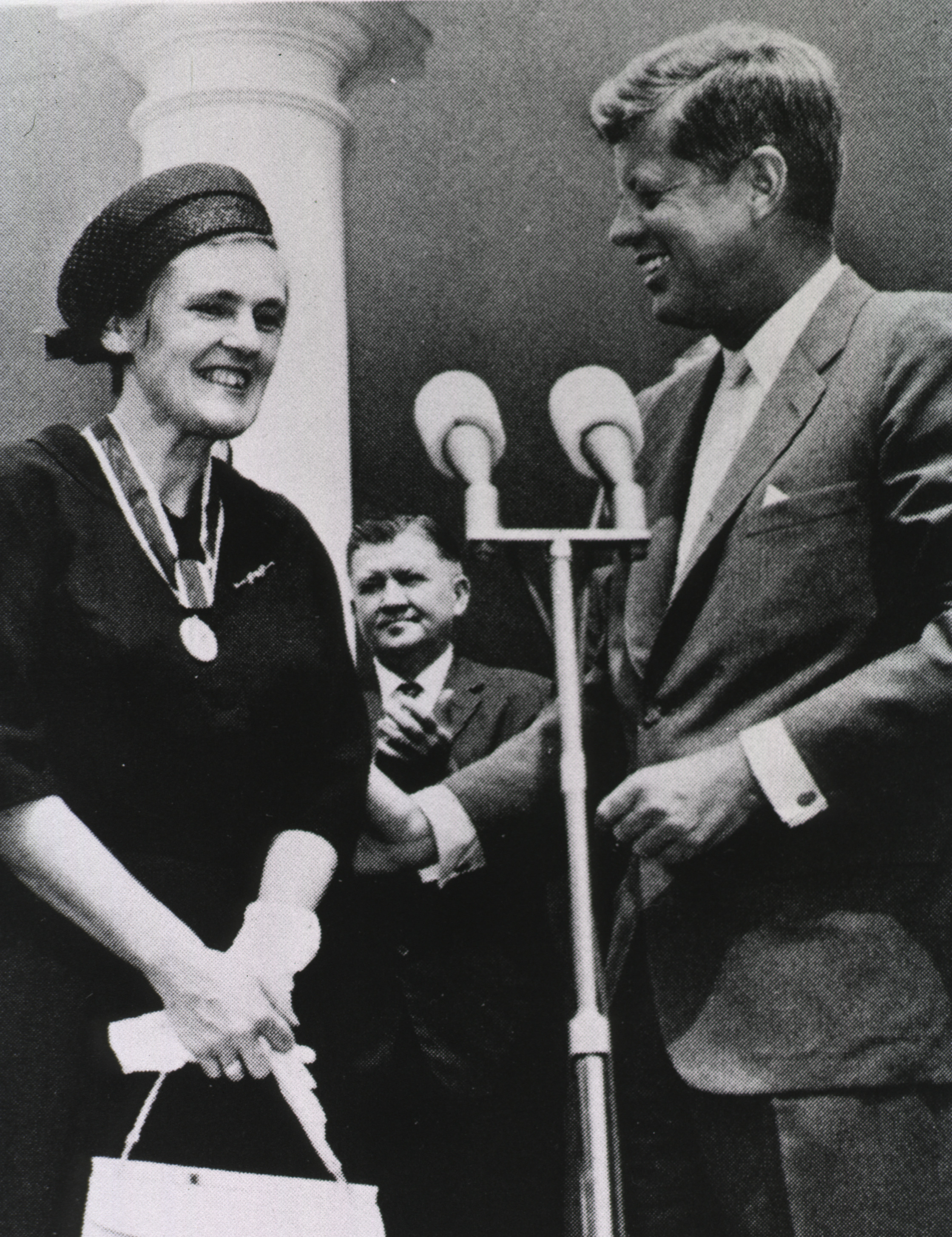
Frances Oldham Kelsey wird durch John F. Kennedy für ihr Engagement gegen Thalidomid geehrt, 1962

Die FDA-Pharmakologin Frances Oldham Kelsey hatte die Freigabe für Thalidomid als Medikament gegen die Schwangerschaftsübelkeit mehrmals verzögert. Kelsey zweifelte trotz der bereits erhaltenen Freigabe in Kanada und Europa die erhaltenen Unterlagen an. Kelsey hatte verschiedene Hinweise auf durch Thalidomid ausgelöste Nervenschäden (Polyneuritiden) zum Anlass genommen, weitere Tests vor der Freigabe zu fordern. In der Testphase in den USA wurden mehrere Dutzend Kinder mit Behinderungen geboren, weitere kamen durch die Einnahme des Medikaments im Ausland zu Schaden.

## Prozess
Das Hauptverfahren gegen Grünenthal wurde am 18. Januar 1968 vor der 1. Großen Strafkammer des Landgerichts Aachen gegen neun Angeklagte wegen vorsätzlicher und fahrlässiger Körperverletzung, fahrlässiger Tötung und schweren Verstoßes gegen das Arzneimittelgesetz eröffnet. Angeklagt wurden der geschäftsführende Gesellschafter Hermann Wirtz, der wissenschaftliche Direktor Heinrich Mückter, der Geschäftsführer Jacob Chauvistré, der kaufmännische Leiter Hermann Leufgens, der Prokurist und Vertriebsleiter Klaus Winandi, der Leiter der „medizinisch-wissenschaftlichen Abteilung“ Gotthold Erich Werner, der „Präparate-Betreuer“ Contergans Günther Sievers, der Leiter des wissenschaftlichen Außendienstes Günter Michael sowie der Arzt und Prokurist Hans Werner von Schrader-Beielstein, der (wie Sievers) dem unternehmensinternen Contergan-Ausschuss angehört hatte. Die Anklage verlas der Leitende Oberstaatsanwalt Heinz Gierlich. Als Sitzungsvertreter der Staatsanwaltschaft fungierten die Staatsanwälte Josef Havertz, Eberhard Knipfer und Hans Helmut Günter. Eine Medienpräsenz in Stolberg wurde weitestgehend vermieden. Der Prozess fand im zehn Kilometer von Aachen entfernten Alsdorf statt, da in Aachen kein für alle Prozessbeteiligten genügend großer Saal zur Verfügung stand. Sitzungsort war das Casino „Anna“ des Eschweiler Bergwerksvereins (EBV) in Alsdorf-Mitte. Erster Verhandlungstag war der 27. Mai 1968.
Von den Geschädigten wurden 312 als Nebenkläger zugelassen. Die Nebenklage der Eltern wurde unter anderem vertreten von den Rechtsanwälten Rupert Schreiber und Karl-Hermann Schulte-Hillen. Schreiber war Privatdozent für Rechtswissenschaft an der Universität Köln. Schulte-Hillen war Rechtsanwalt und selbst Vater eines contergangeschädigten Kindes. Den ursprünglich neun, zuletzt nur noch fünf Angeklagten standen fast 20 Strafverteidiger zur Seite. Sowohl für die Berufsrichter als auch die Schöffen stand eine große Zahl von Ergänzungsrichtern bereit. Es wurden insgesamt rund 120 Zeugen gehört.
Am 242. Verhandlungstag stellten die Vertreter der Nebenkläger gegen den beisitzenden Richter und Landgerichtsdirektor Melster einen Befangenheitsantrag, weil er bei einem Gespräch mit einem Verteidiger der Grünenthal-Verantwortlichen gesehen worden war. Als sich auch die Staatsanwaltschaft außerstande sah, dem Ablehnungsantrag entgegenzutreten, erklärte sich der betreffende Richter selbst für befangen und schied so aus dem Verfahren aus.
Am 10. April 1970 schlossen die Eltern der Geschädigten durch den Nebenklagevertreter Schreiber mit Grünenthal einen Vergleich. Dazu gehörte ein weiterer Klageverzicht und ein Entschädigungsbetrag von 100 Millionen Deutsche Mark, den der Pharmahersteller Grünenthal in die Stiftung Hilfswerk für behinderte Kinder, später umbenannt in Conterganstiftung, einzahlte. Dieser Klageverzicht ist bis heute Gegenstand kontroverser Diskussionen. Es gelang allerdings im Rahmen der Stiftungsgründung und des Stiftungsgesetzes den Staat selbst in die Pflicht zu nehmen, eine weitere Ausgestaltung der inhaltlichen Details dieser Stiftung mitzugestalten.
Am 283. Verhandlungstag, dem 18. Dezember 1970, wurde das Strafverfahren wegen geringfügiger Schuld der Angeklagten und mangelnden öffentlichen Interesses an der Strafverfolgung nach § 153 StPO eingestellt.
Die Conterganstiftung fördert Projekte, die bis 2009 allgemein behinderten Menschen zugutekamen, seitdem nur noch contergangeschädigten Menschen. Zudem wurde ein Netz aufgebaut, das Wissen zum Umgang mit Conterganschädigungen in Form einer Wissensdatenbank zur Verfügung stellt.

## Entschädigung der Contergangeschädigten
Aus den erwähnten Einzahlungen in die Stiftung wurden zunächst folgende Entschädigungen ausgezahlt:
| Schadenspunkte | Kapitalentschädigung | monatliche Rente |
| -------------- | -------------------- | ---------------- |
| 1–4,99         | 3.000,– DM           | –                |
| 5–9,99         | 5.000,– DM           | –                |
| 10–14,99       | 7.500,– DM           | 100,– DM         |
| 15–19,99       | 7.500,– DM           | 150,– DM         |
| 20–24,99       | 15.000,– DM          | 200,– DM         |
| 25–29,99       | 15.000,– DM          | 250,– DM         |
| 30–34,99       | 12.500,– DM          | 300,– DM         |
| 35–39,99       | 12.500,– DM          | 350,– DM         |
| 40–44,99       | 15.000,– DM          | 400,– DM         |
| 45–49,99       | 15.000,– DM          | 450,– DM         |
| 50–59,99       | 17.500,– DM          | 450,– DM         |
| 60–69,99       | 20.000,– DM          | 450,– DM         |
| 70–79,99       | 22.500,– DM          | 450,– DM         |
| 80–…           | 25.000,– DM          | 450,– DM         |

Die monatlichen Beträge wurden mehrfach angepasst: 1976 25 %, 1980 13 % 1982 11 %, 1985 8 %, 1988 6 %, 1991 8 %, 1993 7 %, 1997 8 %, 2002 4 %, so dass die Renten von 2002 bis 2008 zwischen 121 Euro und 545 Euro lagen.
Der in die Stiftung geflossene Betrag von Grünenthal über 100 Millionen DM wurde ergänzt um Einzahlungen des Bundes, zunächst auch 100 Millionen DM, im Laufe der Jahre weitere 220 Millionen DM, aufsummiert 320 Millionen DM (163,6 Mio. €). Seit Mai 1997 werden die Renten vollständig aus dem Bundeshaushalt gezahlt, da die hierfür vorgesehenen Stiftungsmittel aufgebraucht sind. 2011 wurden dafür rund 35 Millionen Euro bereitgestellt.
Der Bundestag beschloss Anfang Mai 2008 einstimmig „als ersten Schritt in die richtige Richtung“ eine Verdoppelung der monatlichen Entschädigungszahlungen an Contergangeschädigte, nicht zuletzt auch weil viele Betroffene mit zunehmendem Alter durch zunehmende, aus der von Contergan verursachten Behinderung resultierenden Folgeschäden zusätzlich eingeschränkt werden und somit einen höheren Hilfsbedarf haben. Nun bezahlt die Conterganstiftung den Betroffenen zwischen 242 und 1.090 Euro. Die Staffelung orientiert sich an der Schwere der Behinderung.
Anfang Mai 2008 kündigte Grünenthal an, freiwillig weitere 50 Millionen Euro in die Contergan-Stiftung einzubezahlen, was Mitte Juli 2009 umgesetzt wurde. Daraus speist sich seitdem eine jährliche Sonderzahlung, die im Gegensatz zur Rente in 5er-Schritten nicht bei 45 Schadenspunkten gedeckelt ist, sondern deren Staffelung bis 80 Punkte in 10er-Schritten reicht.
Einen Tag vor der Anhörung im Familienausschuss zum Abschlussbericht der Studie zur Situation der contergangeschädigten Menschen am 1. Februar 2013 stellte der Koalitionsausschuss 120 Millionen Euro jährlich zusätzlich für die Entschädigung zur Verfügung, von denen circa 90 Millionen Euro in die Erhöhung der Renten und 30 Millionen in unbürokratischere medizinische und pflegerische Hilfen und Heil- und Hilfsmittel fließen sollen, wobei Details noch offen sind.
Im internationalen Vergleich wurden 2008 in Großbritannien im Durchschnitt 2.100 Euro pro Monat ausgezahlt. Eine internationale Studie zu Leistungen und Ansprüchen thalidomidgeschädigter Menschen in 21 Ländern brachte Anfang 2012 einen genaueren Überblick über die Entschädigungen in anderen Ländern.
Mit dem Dritten Gesetz zur Änderung des Conterganstiftungsgesetzes wurden die Renten rückwirkend zum 1. Januar 2013 deutlich erhöht: in der untersten Stufe (10-14,99 Punkte) von 255 Euro auf 612 Euro (Faktor 2,4), in der bisher höchsten achten Stufe (ab 45 Punkten) von 1.152 Euro auf 3.686 Euro (Faktor 3,2), bis auf maximal 6.912 Euro in der nun höchsten 18. Stufe ab 95 Schadenspunkten (Faktor 6). Damit will man vor allem den Schicksalen der Schwerstgeschädigten, die bisher durch die Kappung bei 45 Punkten benachteiligt waren, besser gerecht werden. Neben den dafür notwendigen 90 Millionen Euro pro Jahr wird ein Sonderfonds mit 30 Millionen Euro pro Jahr eingerichtet, aus dem auf Antrag individuelle Unterstützung gewährt werden kann, sofern diese nicht von anderen Kostenträgern übernommen wird.

## Nachwirkungen
Der Skandal hatte ähnlich wie die Sulfanilamid-Katastrophe umfangreiche Wirkung auf das Arzneimittelrecht und die Zulassung von Medikamenten. Das 1962 angepasste amerikanische Arzneimittelrecht war in vieler Hinsicht ein Modell, dem eine große Zahl weiterer Länder gefolgt ist. Zentrale Regelungen dieses Gesetzes wurden durch das Kefauver-Harris Drug Amendment von 1962 verschärft, welches parallel zur Aufdeckung des Contergan-Skandals beraten wurde. Mit dieser Gesetzesänderung wurde erstmals ein Nachweis für die therapeutische Wirksamkeit gefordert, die in geeigneten, kontrollierten Studien nachzuweisen war. Zuvor war es ausreichend gewesen, die pharmazeutische Herstellungsqualität und die Unbedenklichkeit nachzuweisen.
Die Rechtsprechung um Contergan hatte ebenso Auswirkungen auf die Produkthaftung und die Verantwortung von Führungskräften und nicht zuletzt auch auf den Umgang der Behörden mit Haftungsfragen. Das Verfahren als solches wurde 1971 vom Landgericht Aachen nach der Zahlung eines Millionenbetrags von Grünenthal und der Bundesregierung eingestellt.
In der Rechtswissenschaft wurde der Einstellungsbeschluss des Landgerichts Aachen und die Frage, wie das Strafrecht zukünftig auf derartige Entwicklungen reagieren soll und welche Möglichkeiten es überhaupt hat, diskutiert. Der sich seit den 1960er Jahren aus engagierten Strafrechtsprofessoren zusammensetzende Arbeitskreis Alternativ-Entwurf schlug vor, im deutschen Strafgesetzbuch den Katalog der strafbaren Personengefährdungen um den neuen Tatbestand Vertrieb ungeprüfter Arzneimittel (§ 155 AE-StGB), der dann strafbar gewesen wäre, zu erweitern. Der Vorschlag wurde nicht realisiert.
Neben der Conterganstiftung gibt es weitere unabhängige Interessenverbände von Betroffenen und Angehörigen, beispielsweise den Bundesverband Contergangeschädigter e. V., den Bund Contergangeschädigter und Grünenthalopfer e. V. und das Contergannetzwerk Deutschland e. V.
Der Wirkstoff ist als Arzneimittel des Unternehmens Celgene, in den USA seit 1998 unter dem Markennamen Thalomid zur Behandlung des Erythema nodosum leprosum, seit 2006 ferner zur Behandlung des Multiplen Myeloms zugelassen; man geht von Umsätzen um 300 Millionen Dollar im Jahr aus. Seit 2008 vermarktet Celgene Thalidomid Celgene in der EU.
Celgene ist seit 2019 Teil von Bristol-Myers Squibb (BMS).

## Conterganstiftungsgesetz
Das am 19. Oktober 2005 in Kraft getretene Conterganstiftungsgesetz führte zur Änderung des Namens der Stiftung „Hilfswerk für behinderte Kinder“ in „Conterganstiftung für behinderte Menschen“. Ferner bezweckt es den Abbau von Bürokratie, die Änderung von Verfahrensvorschriften und eine Anpassung des bisherigen Stiftungsgesetzes an die aktuellen Gegebenheiten.
Im Zweiten Gesetz zur Änderung des Conterganstiftungsgesetzes wurde unter anderem festgelegt, dass die Conterganrenten zum 1. Juli 2008 verdoppelt werden. Die Conterganrenten wurden ferner an die gesetzliche Rente gekoppelt. Dadurch ergaben sich weitere Erhöhungen im Juli 2009, im Juli 2011 und auch im Juli 2012. Darüber hinaus erhalten die Betroffenen seit 2009 jährliche Sonderzahlungen je nach Schweregrad ihrer Behinderung und die Ausschlussfrist zur Geltendmachung von Leistungen wurde aufgehoben. Gemäß § 25 des Conterganstiftungsgesetzes hat die Bundesregierung im Abstand von zwei Jahren dem Deutschen Bundestag einen Bericht über die Auswirkungen des Gesetzes sowie über die gegebenenfalls notwendige Weiterentwicklung dieser Vorschriften vorzulegen, so erstmals für den Zeitraum von 2013 bis 2015 geschehen.

## Performance von Joseph Beuys
Unter dem Titel Infiltration Homogen, der größte Komponist der Gegenwart ist das Contergankind nahm Joseph Beuys durch eine Fluxus-Performance am 28. Juli 1966 in Düsseldorf zum Contergan-Skandal künstlerisch Stellung.

## Contergan – Film über den Skandal
Contergan ist ein als Fernseh-Zweiteiler konzipierter Film des Fernsehproduzenten Michael Souvignier, in dem der Contergan-Skandal fiktional aufgearbeitet wird. Das Drehbuch des Films schrieb Benedikt Röskau, Regie führte Adolf Winkelmann, Hauptdarsteller sind Katharina Wackernagel und Benjamin Sadler. Die Rolle der contergangeschädigten Tochter der Hauptpersonen spielt Denise Marko aus Schrobenhausen, ein Mädchen, das durch einen genetischen Defekt 1995 ohne Arme und mit nur einem Bein geboren wurde.
Am 28. Juli 2006 stoppte das Hamburger Landgericht den Fernsehfilm des Westdeutschen Rundfunks (WDR) über den Contergan-Skandal, der im Spätherbst als Zweiteiler unter dem Titel Contergan – Eine einzige Tablette ausgestrahlt werden sollte. Der Grund hierfür war, dass Grünenthal und Rechtsanwalt Schulte-Hillen, der die Geschädigten vertrat und seine Person in dem Film ehrverletzend dargestellt sah, gegen den WDR und die Kölner Produktionsgesellschaft Zeitsprung geklagt hatten.
Mittlerweile wurde das Verbot der Ausstrahlung des Zweiteilers aufgehoben; zur Erfüllung einer Auflage des OLG Hamburg wurde eine klarstellende Szene nachgedreht, gekürzt wurde der Film nicht. In der Hauptsache sollte am 20. Juli 2007 ein erstinstanzliches Urteil ergehen. Grünenthal hatte aber schon zuvor am 10. Mai 2007 Verfassungsbeschwerde beim Bundesverfassungsgericht (BVerfG) in Karlsruhe eingelegt. Gleichzeitig wurden Eilanträge auf Erlass einstweiliger Anordnungen gestellt, da der Film zeitnah auf Filmfestivals und in der ARD gezeigt werden sollte. Um der Entscheidung des höchsten Gerichts nicht vorzugreifen, zog die Produktionsgesellschaft Zeitsprung den Film vom Filmfest München, auf dem eine Vorführung am 24. Juni 2007 stattfinden sollte, zurück. In einer am 5. September 2007 veröffentlichten Eilentscheidung wiesen die Karlsruher Richter die Klagen des Contergan-Herstellers Grünenthal sowie eines Anwalts ab.
Sowohl die ARD, als auch der Österreichische Rundfunk (ORF) strahlten den Film am 7. und 8. November 2007 mit begleitenden Dokumentationen aus.
Erst 46 Jahre nach Bekanntwerden der schädigenden Wirkung kam es durch die geballte Medienpräsenz des Themas durch den 50. Jahrestag der Markteinführung von Contergan und den Fernsehzweiteiler Contergan kurz darauf zu ersten Gesprächen am 7. Dezember 2007 zwischen Grünenthal und dem Bundesverband der Contergangeschädigten.

## NoBody’s Perfect – Dokumentarfilm
In diesem Film dokumentierte der selbst Contergan-geschädigte Niko von Glasow seine ganz persönliche Suche nach zwölf Menschen mit dem Ziel, einen Bildband mit Aktfotografien von Contergan-Menschen zu erstellen. Diese Bilder wurden dann auch auf dem Kölner Domvorplatz der Öffentlichkeit gezeigt. Die ARD hat den Film am 10. August 2010 ausgestrahlt.

## Hungerstreik von Conterganopfern 2008
Am 18. September 2008 waren drei Opfer des Conterganskandals (Stephan Nuding, Norbert Schweyen und Gihan Higasi) sowie die Mutter eines der Opfer (Helga Nuding) in einen unbefristeten Hungerstreik eingetreten, um die Bundesregierung dazu zu bewegen, mit ihnen in Verhandlungen über eine Erhöhung der monatlichen Renten einzutreten (gefordert wurde eine Erhöhung auf das Dreifache des bisherigen Standes). Außerdem forderten sie Gespräche mit dem Hersteller Grünenthal, insbesondere der Eignerfamilie Wirtz, in denen es um ein Eingeständnis der Schuld und eine Zahlung von durchschnittlich einer Million Euro Schmerzensgeld gehen sollte. Die Opfer betonten, dass sie sich in ihrer Würde durch das Verhalten von Grünenthal und der Bundesregierung verletzt sähen, und forderten die finanziellen Mittel, die Voraussetzung für ein selbstbestimmtes Leben seien. Die Hungerstreikenden wurden in ihrem Vorhaben von der evangelischen Kirchengemeinde Altenberg/Schildgen unterstützt und bezogen ein Quartier im Gemeindezentrum. Am 14. Oktober wurde der Hungerstreik bis auf weiteres beendet. Am 17. November 2008 waren Helga Nuding, Stephan Nuding und Gihan Higasi zusammen mit Markus Kurth Gäste bei Beckmann. Vom Streik wurde auch mehrfach in der Presse berichtet.

## Errichtung eines Denkmals 2012, Entschuldigung und Reaktionen
Ende August 2012 wurde im Foyer des Kulturzentrums in Stolberg, dem Sitz von Grünenthal, ein Denkmal für die Contergan-Opfer enthüllt, das der Aachener Künstler Bonifatius Stirnberg auf Initiative eines Betroffenen schuf. Dabei handelt es sich um eine Bronze-Skulptur, die ein auf einem Stuhl sitzendes Mädchen ohne Arme und mit missgebildeten Füßen zeigt. Daneben ist ein zweiter, leerer Stuhl zu sehen, stellvertretend für die jung Verstorbenen. Das Denkmal ist beschriftet mit dem Text: „Zur Erinnerung an die Toten und Überlebenden der Contergankatastrophe.“ Die Kosten von 5000 Euro für das Denkmal wurden von Grünenthal übernommen. Die Skulptur des Kindes an sich weist normale Hände an stark verkürzten Armen auf, eine proximal-transversale Schädigung, die in dieser Form niemals Contergan, sondern eher der künstlerischen Inspiration des Bildhauers geschuldet ist. Der Bundesverband Contergangeschädigter nahm an der Präsentation des Denkmals nicht teil und kritisierte diese als „medienwirksamen Coup“.
Harald Stock, Geschäftsführer des Contergan-Herstellers, entschuldigte sich anlässlich der Einweihung des Denkmals erstmals bei den Geschädigten mit den Worten: „Darüber hinaus bitten wir um Entschuldigung, dass wir 50 Jahre lang nicht den Weg zu Ihnen, von Mensch zu Mensch, gefunden haben. Stattdessen haben wir geschwiegen.“ In der Vergangenheit hatte das Unternehmen bereits mehrfach sein Bedauern über die „Tragödie“ zum Ausdruck gebracht, sich aber noch nicht direkt bei den Contergan-Geschädigten entschuldigt. Betroffenenverbände wie der BV, der BCG und das CND kritisierten, dass sich diese Entschuldigung nur auf die mangelhafte Kommunikationsbereitschaft des Unternehmens bezöge und dass bezüglich der eigentlichen Tragödie weiterhin nur von Bedauern und Mitgefühl gesprochen werde. Kritik äußerten auch britische, australische und japanische Opfervertreter. Es werde von Grünenthal kein tatsächliches Fehlverhalten eingeräumt. Die Kritik wurde mit Forderungen nach finanzieller Entschädigung der Opfer verbunden.
Eine weiter reichende Entschuldigung bei den Contergan-Geschädigten lehnte Harald Stock laut einem kurz darauf veröffentlichten Interview mit der Wirtschaftswoche ab, da nach damaligem Stand keine Schuld vorläge. Stattdessen wurde, zusätzlich zur Härtefallregelung und zur bestehenden Conterganstiftung eine weitere Stiftung für Contergangeschädigte angekündigt.
Im November 2021 bat Grünenthal-Gesellschafter Michael Wirtz im Rahmen einer Veranstaltung des Bundesverbands Contergangeschädigter die Betroffenen im Namen seiner Familie um Entschuldigung.

## Aufarbeitung der Rolle des Bundeslandes NRW
Im September 2013, über 50 Jahre nach der Katastrophe, initiierte die Landesregierung von Nordrhein-Westfalen, die damals für das Gesundheitswesen im Bundesland mangels eines Bundesministeriums für Gesundheit zuständig war, durch die zuständige Ministerin Barbara Steffens ein Forschungsprojekt, das die Rolle der damals staatlich und politisch handelnden Stellen und Personen erforschen sollte. Das am Lehrstuhl des Münsteraner Historikers Thomas Großbölting von Niklas Lenhard-Schramm bearbeitete Projekt wurde im Mai 2019 unter dem Titel „Die Haltung des Landes Nordrhein-Westfalen zum Conterganskandal und seinen Folgen“ veröffentlicht. Die umfangreiche Studie rollte den gesamten Fall auf Grundlage bislang unzugänglicher Quellen noch einmal auf und wird als neues Standardwerk betrachtet. Sie kam zu dem Ergebnis, dass die Handlungsmöglichkeiten der Gesundheitsbehörden aufgrund der damaligen Rechtslage insgesamt sehr beschränkt waren, sich die Beamten aber auch nicht intensiv in den Fall einschalteten. Wie der Autor weiterhin nachweisen konnte, war die kontrovers diskutierte Einstellung des Strafprozesses von allen Verfahrensbeteiligten, auch den Geschädigtenvertretern, gemeinsam ausgehandelt worden. Auf einer Informationsveranstaltung zur Studie vom 22. Juni 2016 bat Ministerin Steffens die Contergan-Geschädigten um Entschuldigung für das Versagen der Behörden.